# Jose Castro
Pour les articles homonymes, voir Castro.
Jose Castro est un styliste né le 29 mars 1971 en Galice dans le village d'A Cañiza et mort le 12 juin 2023.
Il est diplômé de la Royal College of Art de Londres, et est membre de l'Asociación de Creadores de Moda Española, ainsi que de la Fédération Française de Couture au sein de laquelle il représente la mode espagnole aux côtés de Paco Rabanne et Balenciaga.